# Enrique Forero
Enrique Forero (Enrique Forero González, né le 7 décembre 1942 et décédé le 5 septembre 2023) est un botaniste colombien,.
Ses travaux de recherche traitaient en particulier des familles de plantes des Connaraceae et Fabaceae. Il a notamment décrit plusieurs espèces dans le genre Rourea (Connaraceae). Une espèce, Rourea foreroi Aymard & P.E.Berry, a été nommée en son honneur.

## Carrière et contributions
Enrique Forero a mené une longue carrière en recherche botanique et en à l'université. Il a débuté sa carrière à l'Université nationale de Colombie, où il a été chef de la section de botanique (1972-1977) et conservateur en chef de l'Herbierium national de Colombie (1972). Il est ensuite devenu le premier directeur du programme d'études supérieures en systématique de l'université (1981-1984).
Sa carrière internationale l'a amené à occuper des postes importants au sein de grandes institutions botaniques américaines. Il a été directeur de la recherche au Jardin botanique du Missouri (1986-1991), puis directeur de l'Institut de botanique systématique du Jardin botanique de New York (1992-1995). De retour en Colombie, il est devenu directeur de l'Institut des sciences naturelles (1996) et doyen de la Faculté des sciences de l'Université nationale de Colombie (1996-2000).
De 2013 à 2022, Forero a été président de l'Académie colombienne des sciences exactes, physiques et naturelles (ACCEFYN). Ses recherches portaient notamment sur des familles de plantes telles que les Connaraceae et les Fabaceae.

## Associations professionnelles et leadership
Forero a joué un rôle déterminant dans la création de plusieurs organisations botaniques clés. Il a participé à la fondation de l'Asociación Colombiana de Herbarios et de l'Asociación Latinoamericana de Botánica, et a siégé au comité scientifique de la Red Latinoamericana de Botánica. Il a présidé l'Asociación Latinoamericana de Botánica pendant deux mandats (1986-1990, 1998-2002).
Il a activement participé aux efforts internationaux de conservation, participant à l'Union internationale pour la conservation de la nature (UICN), au Groupe consultatif pour les plantes UICN-WWF et à la Convention sur le commerce international des espèces de faune et de flore sauvages menacées d'extinction (CITES). Tout en dirigeant l'ACCEFYN, il a également présidé le Colegio Máximo de las Academias de Colombia (2015-2017).
En mai 2022, il a été nommé à plusieurs postes prestigieux, notamment celui de membre du conseil de l'Université des Nations unies, de président du point focal régional pour la région Amérique latine et Caraïbes et de membre du Comité de l'ISC pour la liberté et la responsabilité dans la science.

## Publications
- Enrique Forero, 2009. Estudios en leguminosas colombianas II. Nº 21 de Biblioteca José Jerónimo Triana. Ed. Instituto de Ciencias Naturales, Universidad Nacional de Colombia, 419 pp.  (ISBN 9587192427),  (ISBN 9789587192421)
- Dennis w. Stevenson, Rodrigo Bernal, Enrique Forero, 2001a. Orden Cycadales, v. 21 de Flora de Colombia. Editor Univ. Nacional de Colombia, 92 pp.
- Ghilleant t. Prance, Rodrigo Bernal, Enrique Forero. 2001b. Chrysobalanaceae, v. 19 de Flora de Colombia. Editor Univ. Nacional de Colombia, 292 pp.
- Idem. 2001c. Dichapetalaceae, v. 20 de Flora de Colombia. Editor Univ. Nacional de Colombia, 62 pp.